# МКХ-10: Клас XVII. Вроджені вади розвитку, деформації та хромосомні аномалії

## (Q00-Q99) Клас XVII. Природжені вади розвитку, деформації та хромосомної аномалії

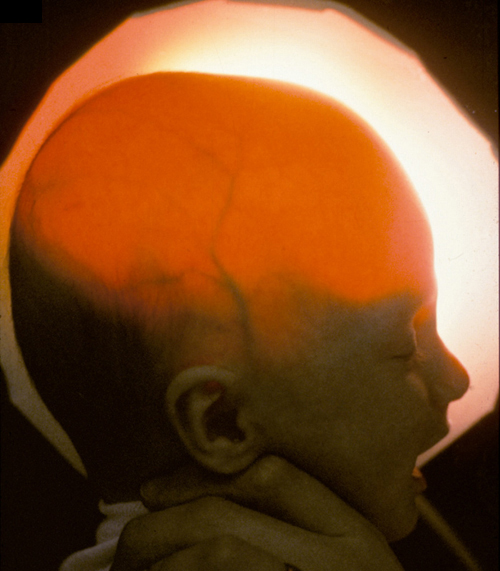
Немовля з вкрай рідкісною (1x1.8) вродженою аномалією —, яка зумовлює безперешкодне проходження світла крізь мозговий відділ голови, внаслідок відсутності лобово-тім'яно-скроневих черепних кісток та великих півкуль головного мозку.

|  | Виключаючи: вроджені порушення обміну речовин (E70-E90) |

### (Q00-Q07) Вроджені вади розвитку нервової системи
| (Q00)   | Аненцефалія та подібні вади розвитку |
| (Q00.0) | Аненцефалія |
|         | Ацефалія |
|         | Акранія |
|         | Аміеленцефалія |
|         | Геміаненцефалія |
|         | Геміцефалія |
| (Q00.1) | Краніорахішизис |
| (Q00.2) | Іненцефалія |
| (Q01)   | Енцефалоцеле |
|         | Включаючи: енцефаломієлоцеле; гідроенцефалоцеле; гідроменінгоцеле, черепне; менінгоцеле церебральне; менінгоенцефалоцеле                                                             |
|         | Виключаючи: синдром Меккеля-Грубера (Q61.9) |
| (Q01.0) | Фронтальне [лобне] енцефалоцеле |
| (Q01.1) | Назофронтальне [носолобне] енцефалоцеле |
| (Q01.2) | Потиличне енцефалоцеле |
| (Q01.8) | Енцефалоцеле інших локалізацій |
| (Q01.9) | Енцефалоцеле, неуточнене |
| (Q02)   | Мікроцефалія |
|         | Включаючи: гідромікроцефалію, мікроенцефалон |
|         | Виключаючи: синдром Меккеля-Грубера (Q61.9) |
| (Q03)   | Природжена гідроцефалія |
|         | Включаючи: гідроцефалію новонародженого |
|         | Виключаючи: синдром Арнольда-Кіарі (Q07.0); набуту гідроцефалію (G91.-); гідроцефалію, спричинену вродженим токсоплазмозом (P37.1); гідроцефалію з розщілиною хребта (Q05.0-Q05.4)   |
| (Q03.0) | Вади розвитку Сільвієвого водопроводу |
|         | Аномалія Сільвієвого водопроводу |
|         | Непрохідність Сільвієвого водопроводу, вроджена |
|         | Стеноз Сільвієвого водопроводу |
| (Q03.1) | Атрезія отворів Мажанді та Лушки |
|         | Синдром Денді—Волкера |
| (Q03.8) | Інша вроджена гідроцефалія |
| (Q03.9) | Природжена гідроцефалія, неуточнена |
| (Q04)   | Інші вроджені вади розвитку мозку |
|         | Виключаючи: циклопію (Q87.0); макроцефалію (Q75.3) |
| (Q04.0) | Природжені вади розвитку мозолистого тіла |
|         | Агенезія мозолистого тіла |
| (Q04.1) | Ариненцефалія |
| (Q04.2) | Голопрозенцефалія |
| (Q04.3) | Інші редукційні деформації головного мозку |
|         | Відсутність частини головного мозку |
|         | Агенезія частини головного мозку |
|         | Аплазія частини головного мозку |
|         | Гіпоплазія частини головного мозку |
|         | Агірія |
|         | Гідраненцефалія |
|         | Лісенцефалія |
|         | Мікрогірія |
|         | Пахігірія |
|         | Виключаючи: вроджені вади розвитку мозолистого тіла (Q04.0) |
| (Q04.4) | Септо-оптична дисплазія |
| (Q04.5) | Мегалоенцефалія |
| (Q04.6) | Природжені церебральні кісти |
|         | Поренцефалія |
|         | Шизенцефалія |
|         | Виключаючи: набуту поренцефалічну кісту (G93.0) |
| (Q04.8) | Інші уточнені вроджені вади розвитку головного мозку |
|         | Макрогірія |
| (Q04.9) | Природжені вади розвитку головного мозку, неуточнені |
|         | Природжена аномалія БДВ |
|         | Природжена деформація БДВ |
|         | Природжена хвороба або ураження головного мозку БДВ |
|         | Природжені множинні аномалії БДВ |
| (Q05)   | Розщілина хребта [неповне закриття хребетного каналу] |
|         | Включаючи: гідроменінгоцеле (спинальне); менінгоцеле (спинальне); менінгомієлоцеле; мієлоцеле; мієломенінгоцеле; рахишизис; розщелину хребта (відкриту)(кістозний); сірінгоміелоцеле |
|         | Виключаючи: синдром Арнольда-Кіарі (Q07.0); окультну розщелину хребта (Q76.0) |
| (Q05.0) | Цервікальна розщелина хребта [в шийному відділі] з гідроцефалією |
| (Q05.1) | Торакальна розщелина хребта [в грудному відділі] з гідроцефалією |
|         | Дорсальна розщелина хребта з гідроцефалією |
|         | Дорсальна розщелина хребта з гідроцефалією |
| (Q05.2) | Люмбальна розщелина хребта [в поперековому відділі] з гідроцефалією |
|         | Люмбосакральна розщелина хребта з гідроцефалією |
| (Q05.3) | Сакральна розщелина хребта [в крижовому відділі] з гідроцефалією |
| (Q05.4) | Неуточнена розщелина хребта з гідроцефалією |
| (Q05.5) | Цервікальна розщелина хребта без гідроцефалії |
| (Q05.6) | Торакальна розщелина хребта без гідроцефалії |
|         | Дорсальна розщелина хребта БДВ |
|         | Тораколюмбальна розщелина хребта БДВ |
| (Q05.7) | Люмбальна розщелина хребта без гідроцефалії |
|         | Люмбосакральна розщелина хребта БДВ |
| (Q05.8) | Сакральна розщелина хребта без гідроцефалії |
| (Q05.9) | Розщілина хребта, неуточнена |
| (Q06)   | Інші вроджені вади розвитку спинного мозку |
| (Q06.0) | Амієлія |
| (Q06.1) | Гіпоплазія та дисплазія спинного мозку |
|         | Ателомієлія |
|         | Мієлателія |
|         | Мієлодисплазія спинного мозку |
| (Q06.2) | Діастематомієлія |
| (Q06.3) | Інші вроджені вади розвитку кінського хвоста |
| (Q06.4) | Гідромієлія |
|         | Гідрорахіс |
| (Q06.8) | Інші уточнені вроджені вади розвитку спинного мозку |
| (Q06.9) | Природжені вади розвитку спинного мозку, неуточнені |
|         | Природжена аномалія БДВ спинного мозку або мозкових оболон |
|         | Природжена деформація БДВ спинного мозку або мозкових оболон |
|         | Природжена хвороба або ураження БДВ спинного мозку або мозкових оболон |
| (Q07)   | Інші вроджені вади розвитку нервової системи |
|         | Виключаючи: сімейну дизавтономію [Райлі-Дея] (G90.1); нейрофіброматоз (незлоякісний) (Q85.0)                                                                                         |
| (Q07.0) | Синдром Арнольда-Кіарі |
| (Q07.8) | Інші уточнені вроджені аномалії нервової системи |
|         | Агенезія нерва |
|         | Зсув плечового сплетіння |
|         | Синдром тремтячої щелепи |
|         | Синдром Маркуса Гуна |
| (Q07.9) | Природжені аномалії нервової системи, неуточнені |
|         | Природжена аномалія БДВ нервової системи |
|         | Природжена деформація БДВ нервової системи |
|         | Природжена хвороба або ураження БДВ нервової системи |

### (Q10-Q18) Вроджені вади розвитку ока, вуха, обличчя та шиї
|         | Виключаючи: заячу губу та розщілину піднебіння (Q35-Q37); вроджену аномалію шийного відділу спинного мозку (Q05.0, Q05.5, Q67.5, Q76.0-Q76.4); вроджену аномалію гортані (Q31.-); вроджену аномалію губи NEC (Q38.0); вроджену аномалію носа (Q30.-); вроджену аномалію паращитовидної залози (Q89.2); вроджену аномалію щитовидної залози (Q89.2)     |
| (Q10)   | Природжені вади розвитку повіка, слізних шляхів та очниці |
|         | Виключаючи: кріптофтальмоз БДВ (Q11.2); синдром кріптофтальмозу (Q87.0) |
| (Q10.0) | Природжений птоз |
| (Q10.1) | Природжений ектропіон |
| (Q10.2) | Природжений ентропіон |
| (Q10.3) | Інші вроджені вади розвитку повік |
|         | Аблефарія |
|         | Відсутність або агенезія вії |
|         | Відсутність або агенезія повіки |
|         | Додатковий м'яз ока |
|         | Блефарофімоз, вроджений |
|         | Колобома повіки |
|         | Природжена аномалія повіки БДВ |
| (Q10.4) | Відсутність та агенезія слізного апарату |
|         | Відсутність слізної точки |
| (Q10.5) | Природжений стеноз та стриктура слізної протоки |
| (Q10.6) | Інші вроджені вади розвитку слізного апарату |
|         | Природжена аномалія розвитку слізного апарату БДВ |
| (Q10.7) | Природжені вади розвитку очної ямки |
| (Q11)   | Анофтальмоз, мікрофтальмоз та макрофтальмоз |
| (Q11.0) | Кістозне очне яблуко |
| (Q11.1) | Інший анофтальмоз |
|         | Агенезія ока |
|         | Аплазія ока |
| (Q11.2) | Мікрофтальмоз |
|         | Криптофтальмоз БДВ |
|         | Дисплазія ока |
|         | Гіпоплазія ока |
|         | Рудиментарне око |
|         | Виключаючи: синдром кріптофтальмозу (Q87.0); |
| (Q11.3) | Макрофтальмоз |
|         | Виключаючи: макрофтальмоз при вродженій глаукомі (Q15.0) |
| (Q12)   | Природжені вади розвитку кришталика |
| (Q12.0) | Природжена катаракта |
| (Q12.1) | Природжений зміщений кришталик |
| (Q12.2) | Колобома кришталика |
| (Q12.3) | Природжена афакія |
| (Q12.4) | Сферофакія |
| (Q12.8) | Інші вроджені вади розвитку кришталика |
| (Q12.9) | Природжені вади розвитку кришталика, неуточнені |
| (Q13)   | Природжені вади розвитку переднього відділу ока |
| (Q13.0) | Колобома райдужки |
|         | Колобома БДВ |
| (Q13.1) | Відсутність райдужки |
|         | Анірідія |
| (Q13.2) | Інші вроджені вади розвитку райдужки |
|         | Анізокорія, вроджена |
|         | Атрезія зіниці |
|         | Природжена аномалія райдужки БДВ |
|         | Коректопія |
| (Q13.3) | Природжене помутніння рогівки |
| (Q13.4) | Інші вроджені вади розвитку рогівки |
|         | Природжена аномалія рогівки БДВ |
|         | Мікрокорнея |
|         | Аномалія Петера |
| (Q13.5) | Голуба склера |
| (Q13.8) | Інші вроджені вади розвитку переднього сегмента ока |
|         | Аномалія Рігера |
| (Q13.9) | Природжена вада розвитку переднього сегмента ока, неуточнена |
| (Q14)   | Природжені вади розвитку заднього відділу ока |
| (Q14.0) | Природжена вада розвитку скловидного тіла |
|         | Природжене помутніння скловидного тіла |
| (Q14.1) | Природжена вада розвитку сітківки |
|         | Природжена аневризма сітківки |
| (Q14.2) | Природжена вада розвитку диска зорового нерва |
|         | Колобома диска зорового нерва |
| (Q14.3) | Природжена вада розвитку судинної оболонки ока |
| (Q14.8) | Інші вроджені вади розвитку заднього сегмента ока |
|         | Колобома очного дна |
| (Q14.9) | Природжені вади розвитку заднього сегмента ока, неуточнені |
| (Q15)   | Інші вроджені вади розвитку ока |
|         | Виключаючи: вроджений ністагм (H55); вроджений альбінізм (E70.3); пігментний ретиніт (H35.5) |
| (Q15.0) | Природжена глаукома |
|         | Буфтальмоз |
|         | Глаукома новонародженого |
|         | Гідрофтальмоз |
|         | Природжений кератоглобус з глаукомою |
|         | Макрокорнея з глаукомою |
|         | Макрофтальмо з при вродженій глаукомі |
|         | Мегалокорнея з глаукомою |
| (Q15.8) | Інші уточнені вроджені вади розвитку ока |
| (Q15.9) | Природжена вада розвитку ока, неуточнена |
|         | Аномалія ока БДВ |
|         | Деформація ока БДВ |
| (Q16)   | Природжені вади розвитку вуха, що спричиняють погіршення слуху |
|         | Виключаючи: вроджену глухоту (H90.-) |
| (Q16.0) | Природжена відсутність (вуха) вушної раковини |
| (Q16.1) | Природжена відсутність, атрезія та стриктура слухового каналу (зовнішнього) |
|         | Атрезія або стриктура кісткової частини каналу |
| (Q16.2) | Відсутність євстахієвої труби |
| (Q16.3) | Природжені вади розвитку кісточок вуха |
|         | Зрощення слухових кісточок |
| (Q16.4) | Інші вроджені вади розвитку середнього вуха |
|         | Природжена аномалія середнього вуха БДВ |
| (Q16.5) | Природжені вади розвитку внутрішнього вуха |
|         | Аномалія перепончатого лабіринту |
|         | Аномалія кортієвого органу |
| (Q16.9) | Природжена вада розвитку вуха, що викликає порушення слуху, неуточнена |
|         | Природжена відсутність вуха БДВ |
| (Q17)   | Інші вроджені вади розвитку вуха |
|         | Виключаючи: преаурикулярний синус (Q18.1) |
| (Q17.0) | Додаткова вушна раковина |
|         | Додатковий козелок |
|         | Поліотія |
|         | Преаурикулярний відросток або поліп |
|         | Додаткове вухо |
|         | Додаткова мочка |
| (Q17.1) | Макротія |
| (Q17.2) | Мікротія |
| (Q17.3) | Інші спотворення вуха |
|         | Гострокінцеве вухо |
| (Q17.4) | Аномально розташоване вухо |
|         | Низько посаджені вуха |
|         | Виключаючи: шийку вушної раковини (Q18.2) |
| (Q17.5) | Випукле вухо |
|         | Капловухість |
| (Q17.8) | Інші уточнені вроджені вади розвитку вуха |
|         | Природжена відсутність мочки вуха |
| (Q17.9) | Природжена вада розвитку вуха, неуточнена |
|         | Природжена аномалія вуха БДВ |
| (Q18)   | Інші вроджені вади розвитку обличчя та шиї |
|         | Виключаючи: заячу губу та розщілину піднебіння (Q35-Q37); стани, класифіковані у рубриках Q67.0-Q67.4; вроджені вади розвитку кісток черепа та обличчя (Q75.-); циклопію (Q87.0); щелепно-лицьові аномалії (включаючи аномалії прикусу) (K07.-); синдроми вроджених вад, що впливають на вигляд обличчя (Q87.0); стійкі щитовидно-мовні канали (Q89.2) |
| (Q18.0) | Синус, фістула та кіста зябрової дуги |
|         | Зябровий рудимент |
| (Q18.1) | Преаурикулярний синус та кіста |
|         | Фістула вушної раковини, вроджена |
|         | Шийно-вушна фістула |
|         | Претрагалярний синус та кіста |
| (Q18.2) | Інші вади розвитку зябрової дуги |
|         | Вада розвитку зябрової дуги БДВ |
|         | Шийка вушної раковини |
|         | Отоцефалія |
| (Q18.3) | Крилоподібна шия |
|         | Крилоподібна шия |
| (Q18.4) | Макростомія |
| (Q18.5) | Мікростомія |
| (Q18.6) | Макрохейлія |
|         | Гіпертрофія губи, вроджена |
| (Q18.7) | Мікрохейлія |
| (Q18.8) | Інші уточнені вроджені вади розвитку обличчя та шиї |
|         | Медіальна кіста обличчя та шиї |
|         | Медіальна фістула обличчя та шиї |
|         | Медіальний синус обличчя та шиї |
| (Q18.9) | Природжені вади розвитку обличчя та шиї, неуточнені |
|         | Природжена аномалія обличчя та шиї БДВ |

### (Q20-Q28) Вроджені вади розвитку системи кровообігу
| (Q20)   | Природжені вади розвитку порожнин серця та сполучень |
|         | Виключаючи: декстрокардію з локалізаційною інверсією (Q89.3); дзеркально відображене розташування передсердь з локалізаційною інверсією (Q89.3) |
| (Q20.0) | Загальний артеріальний стовбур |
|         | Незарощений артеріальний стовбур |
| (Q20.1) | Подвійне відходження магістральних судин від правого шлуночка |
|         | Синдром Тауссіга-Бінга |
| (Q20.2) | Лівий шлуночок з подвійним вихідним отвором |
| (Q20.3) | Дискордантне вентрикуло-артеріальне [шлуночково-артеріальне] сполучення |
|         | Декстротранспозиція аорти |
|         | Транспозиція крупних судин (повна) |
| (Q20.4) | Шлуночок з подвійним вхідним отвором |
|         | Загальний шлуночок |
|         | Трикамерна трипередсердне серце |
|         | Єдиний шлуночок |
| (Q20.5) | Дискордантне атріовентрикулярне [передсердно-шлуночкове] сполучення |
|         | Скоректована транспозиція |
|         | Левотранспозиція |
|         | Шлуночкова інверсія |
| (Q20.6) | Ізомеризм вушок передсерця |
|         | Ізомеризм вушок передсерця з аспленією або поліспленією |
| (Q20.8) | Інші вроджені вади розвитку кардіальних камер та сполучень |
| (Q20.9) | Природжені вади розвитку кардіальних камер та сполучень, неуточнені |
| (Q21)   | Природжені вади розвитку серцевої перегородки |
|         | Виключаючи: набутий дефект серцевої перегородки (I51.0) |
| (Q21.0) | Вентрикулосептальний дефект [міжшлуночкової перегородки] |
| (Q21.1) | Атріосептальний дефект [міжпередсердної перегородки] |
|         | Атріовентрикулярний септальний дефект |
|         | Незарощений або збережений овальний отвір |
|         | Незарощений або збережений вторинний отвір (тип II) |
|         | Дефект венозного синуса |
| (Q21.2) | Дефект атріовентрикулярної перетинки |
|         | Загальний атріовентрикулярний канал |
|         | Дефект ендокарда в області основи серця |
|         | Дефект первинного отвору передсердної перетинки (тип I) |
| (Q21.3) | Тетрада Фалло |
| (Q21.4) | Дефект аортопульмональної перетинки [між аортою та легеневою артерією] |
|         | Дефект аортальної перетинки |
|         | Аорто-легеневе-артеріальне вікно |
| (Q21.8) | Інші вроджені вади розвитку серцевої перетинки |
|         | Дефект Ейзенменгера |
|         | Пентада Фалло |
|         | Виключаючи: комплекс Ейзенменгера (I27.8); синдром Ейзенменгера (I27.8) |
| (Q21.9) | Природжена вада розвитку серцевої перетинки, неуточнена |
|         | Дефект перетинки (серця) БДВ |
| (Q22)   | Природжені вади розвитку легеневого та тристулкового клапанів |
| (Q22.0) | Атрезія клапана легеневого стовбура |
| (Q22.1) | Природжений стеноз клапана легеневого стовбура |
| (Q22.2) | Природжена недостатність клапана легеневого стовбура |
|         | Природжена регургітація клапана легеневого стовбура |
| (Q22.3) | Інші вроджені вади розвитку клапана легеневого стовбура |
|         | Природжена аномалія клапана легеневої артерії БДВ |
| (Q22.4) | Природжений стеноз тристулкового клапана |
|         | Атрезія тристулкового клапана |
| (Q22.5) | Аномалія Ебштейна |
| (Q22.6) | Синдром правосторонньої гіпоплазії серця |
| (Q22.8) | Інші вроджені вади розвитку тристулкового клапана |
| (Q22.9) | Природжена вада розвитку тристулкового клапана, неуточнена |
| (Q23)   | Природжені вади розвитку аортального та мітрального клапанів |
| (Q23.0) | Природжений стеноз аортального клапана |
|         | Природжена аортальна атрезія |
|         | Природжений аортальний стеноз |
|         | Виключаючи: вроджений субаортальний стеноз (Q24.4); при синдромі лівосторонньої гіпоплазії серця (Q23.4) |
| (Q23.1) | Природжена недостатність аортального клапана |
|         | Двостулковий аортальний клапан |
|         | Природжена аортальна недостатність |
| (Q23.2) | Природжений мітральний стеноз |
|         | Природжена мітральна атрезія |
| (Q23.3) | Природжена мітральна недостатність |
| (Q23.4) | Синдром гіпоплазії лівих відділів серця |
| (Q23.8) | Інші вроджені вади розвитку аортального та мітрального клапанів |
| (Q23.9) | Природжена вада розвитку аортального та мітрального клапанів, неуточнена |
| (Q24)   | Природжені вади розвитку серця |
|         | Виключаючи: ендокардіальний фіброеластоз (I42.4) |
| (Q24.0) | Декстрокардія |
|         | Виключаючи: декстрокардію з локалізаційною інверсією (Q89.3); ізомерія вушка передсердя (з аспленією або поліспленією) (Q20.6); дзеркально відбите розташування передсердь з локалізаційною інверсією (Q89.3) |
| (Q24.1) | Левокардія |
| (Q24.2) | Трьохпередсердне серце |
| (Q24.3) | Воронкоподібний стеноз легеневого стовбура |
| (Q24.4) | Природжений субаортальний стеноз |
| (Q24.5) | Вади розвитку розвитку коронарних судин |
|         | Природжена коронарна (артеріальна) аневризма |
| (Q24.6) | Природжена серцева блокада |
| (Q24.8) | Інші уточнені вроджені вади розвитку серця |
|         | Природжений дивертикул лівого шлуночка |
|         | Природжена вада розвитку міокарда |
|         | Природжена вада розвитку перикарда |
|         | Неправильне положення серця |
|         | Хвороба Уля |
| (Q24.9) | Природжена вада розвитку серця, неуточнена |
|         | Природжена аномалія серця БДВ |
|         | Природжена хвороба серця БДВ |
| (Q25)   | Природжені вади розвитку крупних артерій |
| (Q25.0) | Відкрита артеріальна протока |
|         | Відкрита Боталлова протока |
|         | Збережена артеріальна протока |
| (Q25.1) | Коарктація аорти |
|         | Коарктація аорти (продуктальна) (постдуктальна) |
| (Q25.2) | Атрезія аорти |
| (Q25.3) | Стеноз аорти |
|         | Надклапанний аортальний стеноз |
|         | Виключаючи: вроджений аортальний стеноз (Q23.0) |
| (Q25.4) | Інші вроджені вади розвитку аорти |
|         | Відсутність аорти |
|         | Аплазія аорти |
|         | Природжена аневризма аорти |
|         | Природжене розширення аорти |
|         | Аневризма синуса Вальсальви (розірвана) |
|         | Подвійна дуга аорти [ судинне кільце аорти] |
|         | Гіпоплазія аорти |
|         | Збереження витків дуги аорти |
|         | Збереження правої дуги аорти |
|         | Виключаючи: гіпоплазію аорти при синдромі лівосторонньої гіпоплазії серця (Q23.4) |
| (Q25.5) | Атрезія легеневої артерії |
| (Q25.6) | Стеноз легеневої артерії |
|         | Надклапанний стеноз легеневої артерії |
| (Q25.7) | Інші вроджені вади розвитку легеневої артерії |
|         | Аберрантна легенева артерія |
|         | Агенезія легеневої артерії |
|         | Природжена аневризма легеневої артерії |
|         | Аномалія легеневої артерії |
|         | Гіпоплазія легеневої артерії |
|         | Легенева артеріовенозна аневризма |
| (Q25.8) | Інші вроджені аномалії крупних артерій |
| (Q25.9) | Природжена вада розвитку крупних артерій, неуточнена |
| (Q26)   | Природжені вади розвитку крупних вен |
| (Q26.0) | Природжений стеноз порожнистої вени |
|         | Природжений стеноз порожнистої вени (нижньої)(верхньої) |
| (Q26.1) | Персистуюча ліва верхня порожниста вена |
| (Q26.2) | Тотальна аномалія сполучення легеневих вен |
| (Q26.3) | Часткова аномалія сполучення легеневих вен |
| (Q26.4) | Аномалія сполучення легеневих вен, неуточнене |
| (Q26.5) | Аномалія сполучення воротяної вени |
| (Q26.6) | Портальна венозно-печінково-артеріальна фістула [між воротяною веною та печінковою артерією] |
| (Q26.8) | Інші вроджені вади розвитку крупних вен |
|         | Відсутність порожнистої вени (нижньої)(верхньої) |
|         | Непарна нижня порожниста вена на всьому протязі |
|         | Збереження лівої задньої основної вени |
|         | Синдром кривої турецької шаблі |
| (Q26.9) | Природжена вада розвитку крупної вени, неуточнена |
|         | Аномалія порожнистої вени (нижньої)(верхньої) БДВ |
| (Q27)   | Інші вроджені вади розвитку периферичної судинної системи |
|         | Виключаючи: аномалії церебральних та прецеребральних судин (Q28.0-Q28.3); аномалії коронарних судин (Q24.5); аномалії легеневої артерії (Q25.5-Q25.7); вроджену аневризму сітківки (Q14.1); гемангіома та лімфангіома (D18.-)                                                                                                  |
| (Q27.0) | Природжена відсутність та гіпоплазія пупкової артерії |
|         | Одиночна пупкова артерія |
| (Q27.1) | Природжений стеноз ниркової артерії |
| (Q27.2) | Інші вроджені вади розвитку ниркової артерії |
|         | Природжена вада розвитку ниркової артерії БДВ |
|         | Множинні ниркові артерії |
| (Q27.3) | Вада розвитку периферичної артеріовенозної системи |
|         | Артеріовенозна аневризма |
|         | Виключаючи: набуту артеріовенозну аневризму (I77.0) |
| (Q27.4) | Природжена флебектазія |
| (Q27.8) | Інші уточнені вроджені вади розвитку периферичної судинної системи |
|         | Аберрантна [ненормальна] підключична артерія |
|         | Відсутність артерії або вени NEC |
|         | Атрезія артерії або вени NEC |
|         | Природжена аневризма (периферична) |
|         | Природжена стриктура артерії |
|         | Природжений варикоз |
| (Q27.9) | Природжена вада розвитку периферичної судинної системи, неуточнена |
|         | Аномалія артерії або вени БДВ |
| (Q28)   | Інші вроджені вади розвитку системи кровообігу |
|         | Виключаючи: вроджену аневризму БДВ (Q27.8); вроджену коронарну аневризму (Q24.5); вроджену периферичну аневризму (Q27.8); вроджену аневризму легеневої артерії (Q25.7); вроджену аневризму сітківки (Q14.1); розірвану церебральну артеріовенозну ваду розвитку (I60.8); розірвану ваду розвитку прецеребральних судин (I72.-) |
| (Q28.0) | Артеріовенозна вада розвитку прецеребральних судин |
|         | Природжена артеріовенозна прецеребральних аневризма (нерозірвана) |
| (Q28.1) | Інші вади розвитку прецеребральних судин |
|         | Природжена вада розвитку прецеребральних судин БДВ |
|         | Природжена прецеребральна аневризма (нерозірвана) |
| (Q28.2) | Артеріовенозні вади розвитку церебральних судин |
|         | Артеріовенозна вада розвитку головного мозку БДВ |
|         | Природжена артеріовенозна церебральна аневризма (нерозірвана) |
| (Q28.3) | Інші вади розвитку церебральних судин |
|         | Природжена церебральна аневризма (нерозірвана) |
|         | Природжена вада розвитку церебральних судин БДВ |
| (Q28.8) | Інші уточнені вроджені вади розвитку серцево-судинної системи |
|         | Природжена аневризма, уточненої локалізації NEC |
| (Q28.9) | Природжена вада розвитку серцево-судинної системи, неуточнена |

### (Q30-Q34) Вроджені вади розвитку дихальної системи
| (Q30)   | Природжені вади розвитку носа                                                                      |
|         | Виключаючи: вроджене викривлення носової перетинки (Q67.4)                                         |
| (Q30.0) | Атрезія хоан                                                                                       |
|         | Атрезія носових ходів (передньої частини)(задньої частини)                                         |
|         | Природжений стеноз                                                                                 |
| (Q30.1) | Агенезія та недорозвиненість носа                                                                  |
|         | Природжена відсутність носа                                                                        |
| (Q30.2) | Ніс зі щілиною, вирізкою та розщелиною                                                             |
| (Q30.3) | Природжена перфорована носова перетинка                                                            |
| (Q30.8) | Інші вроджені вади розвитку носа                                                                   |
|         | Додатковий ніс                                                                                     |
|         | Природжена вада розвитку стінки носового синуса                                                    |
| (Q30.9) | Природжена вада розвитку носа, неуточнена                                                          |
| (Q31)   | Природжені вади розвитку гортані                                                                   |
|         | Виключаючи: вроджений (гортанний) стридор БДВ (P28.8)                                              |
| (Q31.0) | Перетинка гортані                                                                                  |
|         | Перетинка гортані БДВ                                                                              |
|         | Перетинка гортані на рівні голосової щілини                                                        |
|         | Перетинка гортані під голосовою щілиною                                                            |
| (Q31.1) | Природжений стеноз під голосовою щілиною                                                           |
| (Q31.2) | Гіпоплазія гортані                                                                                 |
| (Q31.3) | Ларингоцеле                                                                                        |
| (Q31.5) | Природжений стридор гортані                                                                        |
| (Q31.8) | Інші вроджені вади розвитку гортані                                                                |
|         | Відсутність перстневидного хряща надгортанника, голосової щілини, гортанного або щитовидного хряща |
|         | Агенезія перстневидного хряща надгортанника, голосової щілини, гортанного або щитовидного хряща    |
|         | Атрезія перстневидного хряща надгортанника, голосової щілини, гортанного або щитовидного хряща     |
|         | Розщелина щитовидного хряща                                                                        |
|         | Природжений стеноз гортані NEC                                                                     |
|         | Щілина надгортанника                                                                               |
|         | Розщелина задньої частини перстневидного хряща                                                     |
| (Q31.9) | Природжена вада розвитку гортані, неуточнена                                                       |
| (Q32)   | Природжені вади розвитку трахеї та бронхів                                                         |
|         | Виключаючи: вроджений бронхоекстаз (Q33.4)                                                         |
| (Q32.0) | Природжена трахеомаляція                                                                           |
| (Q32.1) | Інші вроджені вади розвитку трахеї                                                                 |
|         | Аномалія трахеального хряща                                                                        |
|         | Атрезія трахеї                                                                                     |
|         | Природжене розширення трахеї                                                                       |
|         | Природжена вада розвитку трахеї                                                                    |
|         | Природжений стеноз                                                                                 |
|         | Природжене трахеоцеле                                                                              |
| (Q32.2) | Природжена бронхомаляція                                                                           |
| (Q32.3) | Природжений стеноз бронха                                                                          |
| (Q32.4) | Інші вроджені вади розвитку бронха                                                                 |
|         | Відсутність бронха                                                                                 |
|         | Агенезія бронха                                                                                    |
|         | Атрезія бронха                                                                                     |
|         | Природжена вада розвитку БДВ бронха                                                                |
|         | Дивертикул бронха                                                                                  |
| (Q33)   | Природжені вади розвитку легень                                                                    |
| (Q33.0) | Природжена легенева кіста                                                                          |
|         | Природжене сотова легеня                                                                           |
|         | Природжене кістозне захворювання легень                                                            |
|         | Природжене полікістозне захворювання легень                                                        |
|         | Виключаючи: кістозне захворювання легень, набуте або неуточнене (J98.4)                            |
| (Q33.1) | Додаткова доля легені                                                                              |
| (Q33.2) | Секвестрація легені                                                                                |
| (Q33.3) | Агенезія легені                                                                                    |
|         | Відсутність легені (долі)                                                                          |
| (Q33.4) | Природжений бронхоектаз                                                                            |
| (Q33.5) | Ектопічна тканина в легені                                                                         |
| (Q33.6) | Гіпоплазія та дисплазія легені                                                                     |
|         | Виключаючи: легеневу гіпоплазію, пов'язану з недоношеністю (P28.0)                                 |
| (Q33.8) | Інші вроджені вади легені                                                                          |
| (Q33.9) | Природжена вада розвитку легені, неуточнена                                                        |
| (Q34)   | Інші вроджені вади розвитку респіраторної системи                                                  |
| (Q34.0) | Аномалія плеври                                                                                    |
| (Q34.1) | Природжена кіста середостіння                                                                      |
| (Q34.8) | Інші уточнені вади розвитку системи органів дихання                                                |
|         | Атрезія носоглотки                                                                                 |
| (Q34.9) | Природжена вада розвитку дихальної системи, неуточнена                                             |
|         | Природжена відсутність органів дихання                                                             |
|         | Природжена аномалія органів дихання БДВ                                                            |

### (Q35-Q37)Розщілина губи та піднебіння[Примітки 3]
|         | Виключаючи: синдром Робіна (Q87.0)                                             |
| (Q35)   | Розщілина піднебіння [вовча паща]                                              |
|         | Включаючи: фіссуру піднебіння; розщеплення піднебіння                          |
|         | Виключаючи: розщілину піднебіння з розщілиною губи (Q37.-)                     |
| (Q35.1) | Розщілина твердого піднебіння                                                  |
| (Q35.3) | Розщілина м'якого піднебіння                                                   |
| (Q35.5) | Розщілина твердого піднебіння з розщелиною м'якого піднебіння                  |
| (Q35.7) | Розщілина піднебінного язичка                                                  |
| (Q35.9) | Розщілина піднебіння, неуточнена                                               |
| (Q36)   | Розщілина губи [заяча губа]                                                    |
|         | Включаючи: розщілину губи; вроджену розщілину губи; заячу губу; губа leporinum |
|         | Виключаючи: розщілину губи з розщілиною піднебіння (Q37.-)                     |
| (Q36.0) | Розщілина губи, двостороння                                                    |
| (Q36.1) | Розщілина губи, медіальна                                                      |
| (Q36.9) | Розщілина губи, одностороння                                                   |
|         | Розщілина губи БДВ                                                             |
| (Q37)   | Розщілина піднебіння з розщілиною губи                                         |
| (Q37.0) | Розщілина твердого піднебіння з розшілиноюю губи, двосторонні                  |
| (Q37.1) | Розщілина твердого піднебіння з розщілиною губи, односторонні                  |
|         | Розщілина твердого піднебіння з розшілиноюю губи БДВ                           |
| (Q37.2) | Розщілина м'якого піднебіння з розщілиною губи, двосторонні                    |
| (Q37.3) | Розщілина м'якого піднебіння з розщілиною губи, односторонні                   |
|         | Розщілина м'якого піднебіння з розщілиною губи БДВ                             |
| (Q37.4) | Розщілина твердого та м'якого піднебіння з розщілиною губи, двосторонні        |
| (Q37.5) | Розщілина твердого та м'якого піднебіння з розщілиною губи, односторонні       |
|         | Розщілина твердого та м'якого піднебіння з розщілиною губи БДВ                 |
| (Q37.8) | Неуточнена розщілина піднебіння з розщілиною губи, двосторонні                 |
| (Q37.9) | Неуточнена розщілина піднебіння з розщілиною губи, односторонні                |
|         | Розщілина піднебіння з розщілиною губи БДВ                                     |

### (Q38-Q45) Інші вроджені вади розвитку органів травлення
| (Q38)   | Інші вроджені вади розвитку язика, рота і глотки |
|         | Виключаючи: макростомію (Q18.4); мікростомію (Q18.5) |
| (Q38.0) | Природжені вади розвитку губ, не класифіковані в інших рубриках |
|         | Природжена фістула губ |
|         | Природжена вада розвитку губ БДВ |
|         | Синдром Ван-дер-Вуда |
|         | Виключаючи: розщілину губи (Q36.-); розщілину губи з розщілиною піднебіння (Q37.-); макрохейлію (Q18.6); мікрохейлію (Q18.7)                                                                                    |
| (Q38.1) | Анкілоглосія |
|         | Вкорочення вуздечок язика |
| (Q38.2) | Макроглосія |
| (Q38.3) | Інші вроджені вади розвитку язика |
|         | Аглосія |
|         | Роздвоєння язика |
|         | Природжена спайка язика |
|         | Природжена фіссура язика |
|         | Природжена вада розвитку язика БДВ |
|         | Гіпоглосія |
|         | Гіпоплазія язика |
|         | Мікроглосія |
| (Q38.4) | Природжені вади розвитку слинних залоз та їх протоків |
|         | Відсутність слинних залоз та їх протоків |
|         | Додаткові слинні залози та протоки |
|         | Атрезія слинних залоз та їх протоків |
|         | Природжена фістула слинних залоз |
| (Q38.5) | Природжені вади розвитку піднебіння, не класифіковані в інших рубриках |
|         | Відсутність піднебінного язичка |
|         | Природжені вади розвитку піднебіння БДВ |
|         | Високе піднебіння |
|         | Виключаючи: розщілину піднебіння (Q35.-); розщілину піднебіння з розщілиною губи (Q37.-) |
| (Q38.6) | Інші вроджені вади розвитку рота |
|         | Природжені вади розвитку рота БДВ |
| (Q38.7) | Глоткова кишеня |
|         | Дивертикул глотки |
|         | Виключаючи: синдром глоткового кишені (D82.1) |
| (Q38.8) | Інші вроджені вади розвитку глотки |
|         | Природжені вади розвитку глотки БДВ |
| (Q39)   | Природжені вади розвитку стравохода |
| (Q39.0) | Атрезія стравоходу без фістули |
|         | Атрезія стравоходу БДВ |
| (Q39.1) | Атрезія стравоходу з трахео-езофагеальною фістулою |
|         | Атрезія стравоходу з бронхіально-стравохідною фістулою |
| (Q39.2) | Природжена трахео-езофагеальна фістула без атрезії |
|         | Природжена трахео-езофагеальна фістула БДВ |
| (Q39.3) | Природжений стеноз та стриктура стравоходу |
| (Q39.4) | Стравохідна перетинка |
| (Q39.5) | Природжена дилятація [розширення] стравоходу |
| (Q39.6) | Дивертикул стравоходу |
|         | Стравохідна кишеню |
| (Q39.8) | Інші вроджені вади розвитку стравоходу |
|         | Відсутність стравоходу |
|         | Природжене зміщення стравоходу |
|         | Подвоєння стравоходу |
| (Q39.9) | Природжена вада розвитку стравоходу, неуточнена |
| (Q40)   | Інші вроджені вади розвитку верхнього відділу травного тракту |
| (Q40.0) | Природжений гіпертрофічний пілоростеноз |
|         | Природжене або недорозвинене звуження воротаря шлунка |
|         | Природжена або недорозвинена гіпертрофія воротаря шлунка |
|         | Природжений або недорозвинений спазм воротаря шлунка |
|         | Природжений або недорозвинений стеноз воротаря шлунка |
|         | Природжена або недорозвинена стриктура воротаря шлунка |
| (Q40.1) | Природжена грижа стравохідного отвору діафрагми |
|         | Зсув кардії через стравохідний отвір діафрагми |
|         | Виключаючи: вроджену діафрагмальну грижу (Q79.0) |
| (Q40.2) | Інші уточнені вроджені вади розвитку шлунка |
|         | Природжене зміщення шлунка |
|         | Природжений дивертикул шлунка |
|         | Природжений шлунок у вигляді пісочного годинника |
|         | Подвоєння шлунка |
|         | Мегалогастрія |
|         | Мікрогастрія |
| (Q40.3) | Природжена вада розвитку шлунка, неуточнена |
| (Q40.8) | Інші уточнені вади розвитку верхнього відділу травного тракту |
| (Q40.9) | Природжена вада розвитку верхнього відділу травного тракту, неуточнена |
|         | Природжена аномалія верхнього відділу травного тракту БДВ |
|         | Природжена деформація верхнього відділу травного тракту БДВ |
| (Q41)   | Природжена відсутність, атрезія та стеноз тонкого кишечника |
|         | Включаючи: вроджену закупорку, непрохідність та стриктуру тонкого кишечника або кишечника БДВ |
|         | Виключаючи: меконієву кишкову непрохідність (E84.1) |
| (Q41.0) | Природжена відсутність, атрезія та стеноз дванадцятипалої кишки |
| (Q41.1) | Природжена відсутність, атрезія та стеноз порожньої кишки |
|         | Синдром яблучної шкірки |
|         | Зрощення худої кишки |
| (Q41.2) | Природжена відсутність, атрезія та стеноз клубової кишки |
| (Q41.8) | Природжена відсутність, атрезія та стеноз інших, точно визначених відділів тонкого кишечника |
| (Q41.9) | Природжена відсутність, атрезія та стеноз тонкого кишечника, відділ неуточнений |
|         | Природжена відсутність, атрезія та стеноз кишечнику БДВ |
| (Q42)   | Природжена відсутність, атрезія та стеноз товстого кишечника |
|         | Включаючи: вроджену закупорку, непрохідність та стриктуру товстого кишечника |
| (Q42.0) | Природжена відсутність, атрезія та стеноз прямої кишки з фістулою |
| (Q42.1) | Природжена відсутність, атрезія та стеноз прямої кишки без фістули |
|         | Зрощення прямої кишки |
| (Q42.2) | Природжена відсутність, атрезія та стеноз ануса з фістулою |
| (Q42.3) | Природжена відсутність, атрезія та стеноз ануса без фістули |
|         | Зрощення ануса |
| (Q42.8) | Природжена відсутність, атрезія та стеноз інших відділів товстого кишечника |
| (Q42.9) | Природжена відсутність, атрезія та стеноз товстого кишечника, відділ неуточнений |
| (Q43)   | Інші вроджені вади розвитку кишечника |
| (Q43.0) | Дивертикул Меккеля |
|         | Стійка пупково-брижова протока |
|         | Стійка жовткова протока |
| (Q43.1) | Хвороба Гіршпрунга |
|         | Агангліоноз |
|         | Природжений (агангліозний) мегаколон |
| (Q43.2) | Інші вроджені функціональні розлади ободової кишки |
|         | Природжене розширення ободової кишки |
| (Q43.3) | Природжені вади фіксації кишечника |
|         | Природжені спайки [смуги] сальника, патологічні |
|         | Природжені спайки [смуги] очеревини |
|         | Мембрана Джексона |
|         | Неправильний поворот ободової кишки |
|         | Недостатній поворот сліпої та ободової кишки |
|         | Неповний поворот сліпої та ободової кишки |
|         | Незавершений поворот сліпої та ободової кишки |
|         | Загальна брижа |
| (Q43.4) | Подвоєння кишечника |
| (Q43.5) | Ектопічний анус |
| (Q43.6) | Природжена фістула прямої кишки та ануса |
|         | Виключаючи: вроджену ректовагінальну фістулу (Q52.2); вроджену уретроректальну фістулу (Q64.7); пілонідальну фістулу або синус (L05.-); з відсутністю, атрезією і стенозом прямої кишки та ануса (Q42.0, Q42.2) |
| (Q43.7) | Персистуюча клоака |
|         | Клоака БДВ |
| (Q43.8) | Інші уточнені вроджені вади розвитку кишечника |
|         | Природжений синдром сліпої кишки |
|         | Природжений дивертикуліт ободової кишки |
|         | Природжене вип'ячування кишечника |
|         | Доліхоколон |
|         | Мегалоапендикс |
|         | Мегалодуоденум |
|         | Мікроколон |
|         | Транспозиція апендикса |
|         | Транспозиція ободової кишки |
|         | Транспозиція кишечника |
| (Q43.9) | Природжена вада розвитку кишечника, неуточнена |
| (Q44)   | Природжені вади розвитку жовчного міхура, жовчних протоків та печінки |
| (Q44.0) | Агенезія, аплазія та гіпоплазія жовчного міхура |
|         | Природжена відсутність жовчного міхура |
| (Q44.1) | Інші вроджені вади розвитку жовчного міхура |
|         | Природжена вада розвитку жовчного міхура БДВ |
|         | Внутрішньопечінковий жовчний міхур |
| (Q44.2) | Атрезія жовчних протоків |
| (Q44.3) | Природжений стеноз та стриктура жовчних протоків |
| (Q44.4) | Кіста загальної жовчної протоки |
| (Q44.5) | Інші вроджені вади розвитку жовчних протоків |
|         | Додаткова печінкова протока |
|         | Природжена вада розвитку жовчних протоків БДВ |
|         | Подвоєння жовчної протоки |
|         | Подвоєння міхурової протоки |
| (Q44.6) | Кістозні захворювання печінки |
|         | Фіброкістозна хвороба печінки |
| (Q44.7) | Інші вроджені вади розвитку печінки |
|         | Додаткова печінка |
|         | Синдром Алажиля |
|         | Природжена відсутність печінки |
|         | Природжена гепатомегалія |
|         | Природжена вада розвитку печінки БДВ |
| (Q45)   | Інші вроджені вади розвитку системи травлення |
|         | Виключаючи: вроджену діафрагмальну грижу (Q79.0); вроджену грижу стравохідного отвору діафрагми (Q40.1) |
| (Q45.0) | Агенезія, аплазія та гіпоплазія підшлункової залози |
|         | Природжена відсутність підшлункової залози |
| (Q45.1) | Кільцеподібна підшлункова залоза |
| (Q45.2) | Природжена кіста підшлункової залози |
| (Q45.3) | Інші вроджені вади розвитку підшлункової залози та проток підшлункової залози |
|         | Додаткова підшлункова залоза |
|         | Природжена вада розвитку підшлункової залози та проток підшлункової залози БДВ |
|         | Виключаючи: вроджений цукровий діабет (E10.-); неонатальний цукровий діабет (P70.2); кістофіброз підшлункової залози (E84.-)                                                                                    |
| (Q45.8) | Інші уточнені вади розвитку системи травлення |
|         | Відсутність (повна)(часткова) травного тракту БДВ |
|         | Подвоєння органів травлення БДВ |
|         | Природжене неправильне положення органів травлення БДВ |
| (Q45.9) | Природжена вада розвитку системи травлення, неуточнена |
|         | Природжена аномалія органів травлення БДВ |
|         | Природжена деформація органів травлення БДВ |

### (Q50-Q56) Вроджені вади розвитку статевих органів
|         | Виключаючи: синдром андрогенної резистентності (E34.5); синдроми, пов'язані з аномалією числа та форми хромосом (Q90-Q99); синдром тестикулярної фемінізації (E34.5)                               |
| (Q50)   | Природжені вади розвитку яєчників, фаллопієвих труб та широких зв'язок |
| (Q50.0) | Природжена відсутність яєчника |
|         | Виключаючи: синдром Тернера (Q96.-) |
| (Q50.1) | Кіста яєчника, яка розривається |
| (Q50.2) | Природжене перекручування яєчника |
| (Q50.3) | Інші вроджені вади розвитку яєчника |
|         | Додатковий яєчник |
|         | Природжена вада розвитку яєчника БДВ |
|         | Витягнутість яєчника (паличкоподібна гонада) |
| (Q50.4) | Ембріональна кіста фаллопієвої труби |
|         | Фімбріальна кіста |
| (Q50.5) | Ембріональна кіста широкої зв'язки |
|         | Кіста епоофорона |
|         | Кіста гартнерового каналу |
|         | Пароваріальна кіста |
| (Q50.6) | Інші вроджені вади розвитку фаллопієвої труби та широкої зв'язки |
|         | Відсутність фаллопієвої труби та широкої зв'язки |
|         | Додаткова фаллопієвої труби та широкої зв'язки |
|         | Атрезія фаллопієвої труби та широкої зв'язки |
|         | Природжена вада розвитку фаллопієвої труби та широкої зв'язки БДВ |
| (Q51)   | Природжені вади розвитку матки та шийки матки |
| (Q51.0) | Агенезія та аплазія матки |
|         | Природжена відсутність матки |
| (Q51.1) | Подвоєння матки із подвоєння шийки та вагіни |
| (Q51.2) | Інші подвоєння матки |
|         | Подвоєння матки БДВ |
| (Q51.3) | Дворога матка |
| (Q51.4) | Однорога матка |
| (Q51.5) | Агенезія та аплазія шийки матки |
|         | Природжена відсутність шийки матки |
| (Q51.6) | Ембріональна кіста шийки матки |
| (Q51.7) | Природжені фістули між маткою та травним і сечовивідним шляхом |
| (Q51.8) | Інші вроджені вади розвитку матки та шийки матки |
| (Q51.8) | Гіпоплазія матки та шийки матки |
| (Q51.9) | Природжена вада розвитку матки та шийки матки, неуточнена |
| (Q52)   | Інші вроджені вади розвитку жіночих статевих органів |
| (Q52.0) | Природжена відсутність вагіни |
| (Q52.1) | Подвоєння вагіни |
|         | Розділена перепонкою вагіна |
|         | Виключаючи: подвоєння матки із подвоєння шийки та вагіни (Q51.1) |
| (Q52.2) | Природжена ректовагінальна фістула |
|         | Виключаючи: клоаку (Q43.7) |
| (Q52.3) | Зарощений гімен |
| (Q52.4) | Інші вроджені вади розвитку вагіни |
|         | Природжена вада розвитку вагіни БДВ |
|         | Кіста каналу Нукка, вроджена |
|         | Ембріональна кіста вагіни |
| (Q52.5) | Зрощення статевих губ |
| (Q52.6) | Природжена вада розвитку клітора |
| (Q52.7) | Інші вроджені вади розвитку вульви |
|         | Природжена відсутність вульви |
|         | Природжена кіста вульви |
|         | Природжена вада розвитку вульви БДВ |
| (Q52.8) | Інші уточнені вроджені вади розвитку жіночих статевих органів |
| (Q52.9) | Природжена вада розвитку жіночих статевих органів, неуточнена |
| (Q53)   | Неопущення яєчка |
| (Q53.0) | Ектопічне яєчко |
|         | Одностороння або двостороння ектопія яєчка |
| (Q53.1) | Неопущення яєчка, одностороннє |
| (Q53.2) | Неопущення яєчка, двостороннє |
| (Q53.9) | Неопущення яєчка, неуточнене |
|         | Крипторхізм БДВ |
| (Q54)   | Гіпоспадія |
|         | Виключаючи: епіспадію (Q64.0) |
| (Q54.0) | Гіпоспадія голівки пеніса |
|         | Корональна гіпоспадія |
|         | Гландулярна гіпоспадія |
| (Q54.1) | Гіпоспадія пеніса |
| (Q54.2) | Гіпоспадія членомошонкова |
| (Q54.3) | Гіпоспадія перинеальна |
| (Q54.4) | Природжене викривлення пеніса |
| (Q54.8) | Інша гіпоспадія |
| (Q54.9) | Гіпоспадія, неуточнена |
| (Q55)   | Інші вроджені вади розвитку чоловічих статевих органів |
|         | Виключаючи: вроджене гідроцеле (P83.5); гіпоспадію (Q54.-) |
| (Q55.0) | Відсутність та аплазія яєчка |
|         | Монорхізм |
| (Q55.1) | Гіпоплазія яєчка та мошонки |
|         | Зрощення яєчок |
| (Q55.2) | Інші вроджені вади розвитку яєчка та мошонки |
|         | Природжені вади розвитку яєчка та мошонки БДВ |
|         | Поліорхізм |
|         | Ретрактильне яєчко |
|         | Мігруюче яєчко |
| (Q55.3) | Атрезія сім'явивідної протоки |
| (Q55.4) | Інші вроджені вади розвитку сім'явивідної протоки, придатка яєчка, сім'яних міхурців та простати                                                                                                   |
|         | Відсутність або аплазія простати |
|         | Відсутність або аплазія сім'яного канатика |
|         | Природжені вади розвитку сім'явивідної протоки, придатка яєчка, сім'яних міхурців або простати БДВ                                                                                                 |
| (Q55.5) | Природжена відсутність та аплазія пеніса |
| (Q55.6) | Інші вроджені вади розвитку пеніса |
|         | Природжені вади розвитку пеніса БДВ |
|         | Викривлення пеніса (бічне) |
|         | Гіпоплазія пеніса |
| (Q55.8) | Інші уточнені вроджені вади розвитку чоловічих статевих органів |
| (Q55.9) | Природжена вада розвитку чоловічого статевого органа, неуточнена |
| (Q55.9) | Природжена аномалія чоловічого статевого органа БДВ |
| (Q55.9) | Природжена деформація чоловічого статевого органа БДВ |
| (Q56)   | Невизначена стать та псевдогермафродитизм |
|         | Виключаючи: жіночий псевдогермафродитизм з адренокортикальним порушенням (E25.-); чоловічий псевдогермафродитизм з андрогенною резистентністю (E34.5); з уточненою хромосомною аномалією (Q96-Q99) |
| (Q56.0) | Гермафродитизм, не класифікований в інших рубриках |
|         | Овотестис [статева залоза, яка містить тканинні компоненти яєчника та яєчка] |
| (Q56.1) | Чоловічий псевдогермафродитизм, не класифікований в інших рубриках |
|         | Чоловічий псевдогермафродитизм БДВ |
| (Q56.2) | Жіночий псевдогермафродизм, не класифікований в інших рубриках |
|         | Жіночий псевдогермафродизм БДВ |
| (Q56.3) | Псевдогермафродизм, неуточнений |
| (Q56.4) | Невизначена стать, неуточнена |
|         | Невизначеність статевих органів |

### (Q60-Q64)Вроджені вади розвитку сечовивідної системи[en]
| (Q60)   | Агенезія та інші редукційні дефекти нирки                                                |
|         | Включаючи: вроджену атрофію нирки, інфантильну атрофію нирки, вроджену відсутність нирки |
| (Q60.0) | Ниркова агенезія, одностороння                                                           |
| (Q60.1) | Ниркова агенезія, двостороння                                                            |
| (Q60.2) | Ниркова агенезія, неуточнена                                                             |
| (Q60.3) | Ниркова гіпоплазія, одностороння                                                         |
| (Q60.4) | Ниркова гіпоплазія, двостороння                                                          |
| (Q60.5) | Ниркова гіпоплазія, неуточнена                                                           |
| (Q60.6) | Синдром Поттера                                                                          |
| (Q61)   | Кістоз нирки                                                                             |
|         | Виключаючи: набуту кісту нирки (N28.1); синдром Поттера (Q60.6)                          |
| (Q61.0) | Природжена одинична ниркова кіста                                                        |
|         | Природжена кіста нирок (одиночна)                                                        |
| (Q61.1) | Полікістоз нирок, аутосомно-рецесивний                                                   |
|         | Полікістозна нирка, інфантильний тип                                                     |
| (Q61.2) | Полікістозна нирка, аутосомно-домінантний                                                |
|         | Полікістозна нирка, дорослий тип                                                         |
| (Q61.3) | Полікістозна нирка, неуточнена                                                           |
| (Q61.4) | Ниркова дисплазія                                                                        |
|         | Полікістозна дипластична нирка                                                           |
|         | Полікістозна нирка (розвитку)                                                            |
|         | Полікістозна хвороба нирок                                                               |
|         | Полікістозна ниркова дисплазія                                                           |
|         | Виключаючи: полікістоз нирок (Q61.1-Q61.3)                                               |
| (Q61.5) | Кістозна медулярна нирка                                                                 |
|         | Губчастість нирок БДВ                                                                    |
| (Q61.8) | Інші кістозні хвороби нирки                                                              |
|         | Фіброкістоз нирки                                                                        |
|         | Фіброкістозна ниркова дегенерація або захворювання                                       |
| (Q61.9) | Кістозна хвороба нирки, неуточнена                                                       |
|         | Синдром Меккеля-Грубера                                                                  |
| (Q62)   | Природжені обструктивні дефекти ниркової миски та вроджені вади розвитку сечоводу        |
| (Q62.0) | Природжений гідронефроз                                                                  |
| (Q62.1) | Атрезія та стеноз сечоводу                                                               |
|         | Природжена оклюзія сечоводу                                                              |
|         | Природжена оклюзія мисково-сечовідного з'єднання                                         |
|         | Природжена оклюзія сечовивідно-міхурного гирла                                           |
|         | Непрохідність сечоводу                                                                   |
| (Q62.2) | Природжений гігантський сечовід [врожденный мегалоуретер]                                |
|         | Природжена дилатація сечоводу                                                            |
| (Q62.3) | Інші обструктивні дефекти ниркової миски та сечовода                                     |
|         | Природжені уретероцеле                                                                   |
| (Q62.4) | Агенезія сечоводу                                                                        |
|         | Відсутність сечовода                                                                     |
| (Q62.5) | Дуплікатура сечовода                                                                     |
|         | Додатковий сечовід                                                                       |
|         | Подвоєний сечовід                                                                        |
| (Q62.6) | Неправильне положення сечовода                                                           |
|         | Відхилення сечоводу або гирла сечоводу                                                   |
|         | Зсув сечоводу або гирла сечоводу                                                         |
|         | Ектопія сечоводу або гирла сечоводу                                                      |
|         | Аномальна імплантація сечоводу або гирла сечоводу                                        |
| (Q62.7) | Природжений везико-уретеро-ренальний рефлюкс                                             |
| (Q62.8) | Інші вроджені вади розвитку сечовода                                                     |
|         | Аномалія сечоводу БДВ                                                                    |
| (Q63)   | Інші вроджені вади розвитку нирки                                                        |
|         | Виключаючи: вроджений нефротичний синдром (N04.-)                                        |
| (Q63.0) | Додаткова нирка                                                                          |
| (Q63.1) | Часточкова, зрощена та підковоподібна нирка                                              |
| (Q63.2) | Ектопічна нирка                                                                          |
|         | Природжене зміщення нирки                                                                |
|         | Неправильний поворот нирки                                                               |
| (Q63.3) | Гіперпластична та велетенська нирка                                                      |
| (Q63.8) | Інші уточнені вроджені вади розвитку нирки                                               |
|         | Природжений камінь нирки                                                                 |
| (Q63.9) | Природжена вада розвитку нирки, неуточнена                                               |
| (Q64)   | Інші вроджені вади розвитку сечовивідної системи                                         |
| (Q64.0) | Епіспадія                                                                                |
|         | Виключаючи: гіпоспадію (Q54.-)                                                           |
| (Q64.1) | Екстрофія сечового міхура                                                                |
|         | Эктопія сечового міхура                                                                  |
|         | Екстраверсія сечового міхура                                                             |
| (Q64.2) | Природжені задні уретральні клапани                                                      |
| (Q64.3) | Інша атрезія та стеноз уретри [сечівника] і шийки сечового міхура                        |
|         | Природжена обструкція [непрохідність] шийки сечового міхура                              |
|         | Природжена стриктура сечоводу                                                            |
|         | Природжена стриктура зовнішнього отвору сечовипускального каналу                         |
|         | Природжена стриктура міхурово-сечовивідного гирла                                        |
|         | Непрохідність уретри                                                                     |
| (Q64.4) | Вади розвитку урахуса [сечової протоки]                                                  |
|         | Кіста урахуса                                                                            |
|         | Відкритий урахуса                                                                        |
|         | Випадання урахуса                                                                        |
| (Q64.5) | Природжена відсутність сечового міхура та сечовипускного каналу                          |
| (Q64.6) | Природжений дивертикул сечового міхура                                                   |
| (Q64.7) | Інші вроджені вади розвитку сечового міхура та уретри                                    |
|         | Додатковий сечовий міхур                                                                 |
|         | Додаткова уретра                                                                         |
|         | Природжена грижа сечового міхура                                                         |
|         | Природжена порок розвитку сечового міхура або уретри БДВ                                 |
|         | Природжене випадання сечового міхура (слизової оболонки)                                 |
|         | Природжене випадання уретри                                                              |
|         | Природжене випадання зовнішнього отвору сечовипускального каналу                         |
|         | Природжена уретроректальна фістула                                                       |
|         | Подвоєння уретри                                                                         |
|         | Подвоєння зовнішнього отвору сечовипускального каналу                                    |
| (Q64.8) | Інші уточнені вроджені вади розвитку сечової системи                                     |
| (Q64.9) | Природжена вада розвитку сечової системи, неуточнена                                     |
|         | Природжена аномалія сечової системи БДВ                                                  |
|         | Природжена деформація сечової системи БДВ                                                |

### (Q65-Q79) Вроджені вади розвитку та деформації кістково-м'язової системи
| (Q65)   | Природжені деформації стегна |
|         | Виключаючи: клацаюче стегно (R29.4) |
| (Q65.0) | Природжений вивих стегна, односторонній |
| (Q65.1) | Природжений вивих стегна, двосторонній |
| (Q65.2) | Природжений вивих стегна, неуточнений |
| (Q65.3) | Природжений підвивих стегна, односторонній |
| (Q65.4) | Природжений підвивих стегна, двосторонній |
| (Q65.5) | Природжений підвивих стегна, неуточнений |
| (Q65.6) | Нестійке стегно |
|         | Схильність до вивиху стегна |
|         | Схильність до підвивиху стегна |
| (Q65.8) | Інші вроджені деформації стегна |
|         | Зсув шийки стегна кпереди |
|         | Природжена дисплазія вертлюжної западини |
|         | Природжене вальгусне положення [coxa valga] |
|         | Природжене варусне положення [coxa vara] |
| (Q65.9) | Природжені деформації стегна, неуточнені |
| (Q66)   | Природжені деформації ступні |
|         | Виключаючи: редукційні дефекти нижньої кінцівки (Q72.-); вальгусні деформації (набуті) (M21.0); варусні деформації (набуті) (M21.1) |
| (Q66.0) | Клишоногість кінсько-варусна |
| (Q66.1) | Клишоногість п'ятково-варусна |
| (Q66.2) | Варусна ступня [metatarsus varus] |
| (Q66.3) | Інші вроджені варусні деформації ступні |
|         | Варусна деформація великого пальця ступні, вроджена |
| (Q66.4) | Клишоногість п'ятково-вальгусна |
| (Q66.5) | Природжена плоска ступня [pes planus] |
|         | Природжена плоскостопість |
|         | Ригидна плоскостопість |
|         | Спастична плоскостопість [вивернута назовні ступня] |
| (Q66.6) | Інші вроджені вальгусні деформації ступні |
|         | Відведена ступня [metatarsus valgus] |
| (Q66.7) | Порожниста ступня |
| (Q66.8) | Інші вроджені деформації ступні |
|         | Клишоногість БДВ |
|         | Молоткоподібні пальці ноги, вроджені |
|         | Знівечена ступня БДВ |
|         | Асиметрична знівечена ступня |
|         | Передплесне злиття кісток |
|         | Вертикальна таранна кістка |
| (Q66.9) | Природжені деформації ступні, неуточнені |
| (Q67)   | Природжені кістково-м'язові деформації голови, обличчя, хребта та грудної клітки |
|         | Виключаючи: синдроми вроджених вад, класифіковані в рубриці Q87.-; синдром Поттера (Q60.6) |
| (Q67.0) | Асиметрія обличчя |
| (Q67.1) | Здавлене обличчя |
| (Q67.2) | Доліхоцефалія |
| (Q67.3) | Плагіоцефалія [косоголовість] |
| (Q67.4) | Інші вроджені деформації черепа, обличчя та щелепи |
|         | Вдавлення в черепі |
|         | Викривлення носової перегородки, вроджене |
|         | Атрофія або гіпотрофія половини обличчя |
|         | Розплющений або зігнутий ніс, вроджений |
|         | Виключаючи: щелепно-лицьові аномалії [включаючи аномалії прикусу] (K07.-); сифілітичний сідлоподібний ніс (A50.5) |
| (Q67.5) | Природжена деформація хребта |
|         | Природжений сколіоз БДВ |
|         | Природжений позиційний сколіоз |
|         | Виключаючи: дитячий ідіопатичний сколіоз (M41.0); вроджений сколіоз, зумовлений вродженою вадою кісток (Q76.3) |
| (Q67.6) | Вдавлена грудна клітка |
|         | Прирожденні воронкоподібні груди [груди шевця] |
| (Q67.7) | Кільоподібна грудна клітка |
|         | Прирожденні курячі груди |
| (Q67.8) | Інші вроджені деформації грудної клітки |
|         | Природжена деформація грудної клітки БДВ |
| (Q68)   | Інші вроджені кістково-м'язові деформації |
|         | Виключаючи: редукційні дефекти кінцівки(ок) (Q71-Q73) |
| (Q68.0) | Природжена деформація грудинно-ключично-сосцеподібного м'язу |
|         | Природжена (грудино-соскоподібна) кривошия |
|         | Контрактура грудинно-ключично-соскоподібного (м'яза) |
|         | Грудина-соскоподібна пухлина (вроджена) |
| (Q68.1) | Природжена деформація кисті |
|         | Природжена деформація пальців у вигляді барабанних паличок |
|         | Лопатична кисть (вроджена) |
| (Q68.2) | Природжена деформація коліна |
|         | Природжений вивих коліна |
|         | Природжений викручення коліна [genu recurvatum] |
| (Q68.3) | Природжене викривлення стегна |
|         | Виключаючи: зсув стегна кпереди (шийки) (Q65.8) |
| (Q68.4) | Природжене викривлення великогомілкової та малогомілкової кісток |
| (Q68.5) | Природжене викривлення довгих кісток гомілки, неуточнене |
| (Q68.8) | Інші уточнені вроджені кістково-м'язові деформації |
|         | Природжена деформація ключиці |
|         | Природжена деформація ліктя |
|         | Природжена деформація передпліччя |
|         | Природжена деформація лопатки |
|         | Природжений вивих ліктя |
|         | Природжений вивих плеча |
| (Q69)   | Полідактилія |
| (Q69.0) | Додатковий палець(ці) кисті |
| (Q69.1) | Додатковий великий палець(ці) кисті |
| (Q69.2) | Додатковий палець(ці) ступні |
|         | Додатковий великий палець ступні |
| (Q69.9) | Полідактилія, неуточнена |
|         | Багатопалость БДВ |
| (Q70)   | Синдактилія |
| (Q70.0) | Зрощення пальців кисті |
|         | Складна синдактилія пальців кисті зі синостозом |
| (Q70.1) | Перетингаті пальці кисті |
|         | Проста синдактилія пальців кисті без синостоза |
| (Q70.2) | Зрощення пальців ступні |
|         | Складна синдактилія пальців стопи зі синостозом |
| (Q70.3) | Перетингаті пальці ступні |
|         | Проста синдактилія пальців кисті без синостоза |
| (Q70.4) | Полісиндактилія |
| (Q70.9) | Синдактилія, неуточнена |
|         | Симфалангія БДВ |
| (Q71)   | Редукційні [які вкорочують] дефекти верхньої кінцівки |
| (Q71.0) | Природжена повна відсутність верхньої(іх) кінцівки(ок) |
| (Q71.1) | Природжена відсутність плеча та передпліччя при наявності кисті |
| (Q71.2) | Природжена відсутність передпліччя та кисті |
| (Q71.3) | Природжена відсутність кисті та пальця(ів) |
| (Q71.4) | Поздовжній редукційний дефект променевої кістки |
|         | Косорукість (вроджена) |
|         | Променева косорукість |
| (Q71.5) | Поздовжній редукційний дефект ліктьової кістки |
| (Q71.6) | Клішньовидна кисть |
| (Q71.8) | Інші редукційні дефекти верхньої(іх) кінцівки(ок) |
|         | Природжені редукційні дефекти верхньої(іх) кінцівки(ок) |
| (Q71.9) | Редукційний дефект верхньої кінцівки, неуточнений |
| (Q72)   | Редукційні дефекти нижньої кінцівки |
| (Q72.0) | Природжена повна відсутність нижньої(іх) кінцівки(ок) |
| (Q72.1) | Природжена відсутність стегна та гомілки при наявності ступні |
| (Q72.2) | Природжена відсутність гомілки та ступні |
| (Q72.3) | Природжена відсутність ступні та пальця(ів) ступні |
| (Q72.4) | Поздовжній редукційний дефект стегна |
|         | Вкорочення проксимального відділу стегнової кістки |
| (Q72.5) | Поздовжній редукційний дефект великогомілкової кістки |
| (Q72.6) | Поздовжній редукційний дефект малогомілкової кістки |
| (Q72.7) | Розщеплена ступня |
| (Q72.8) | Інші редукційні дефекти нижньої(іх) кінцівки(ок) |
|         | Природжені редукційні дефекти нижньої(іх) кінцівки(ок) |
| (Q72.9) | Редукційний дефект нижньої кінцівки, неуточнений |
| (Q73)   | Редукційні дефекти неуточненої кінцівки |
| (Q73.0) | Природжена відсутність неуточненої(их) кінцівки(ок) |
|         | Амелія (дефект) БДВ |
| (Q73.1) | Фокомелія, неуточненої(их) кінцівки(ок) |
|         | Фокомелія БДВ |
| (Q73.8) | Інші редукційні дефекти, неуточненої(их) кінцівки(ок) |
|         | Поздовжня редукційна деформація неуточненої(их) кінцівки(ок) |
|         | Ектромелія БДВ кінцівки(ок) БДВ |
|         | Гемімелія БДВ кінцівки(ок) БДВ |
|         | Редукційний дефект кінцівки(ок) БДВ |
| (Q74)   | Інші вроджені вади розвитку кінцівки(ок) |
|         | Виключаючи: полідактилію (Q69.-); редукційні дефекти кінцівки (Q71-Q73); синдактилію (Q70.-) |
| (Q74.0) | Інші вроджені вади розвитку верхньої(іх) кінцівки(ок), включаючи плечовий пояс |
|         | Додаткові зап'ястні кістки |
|         | Ключично-черепний дизостоз |
|         | Природжений помилковий суглоб ключиці |
|         | Макродактилія (пальців руки) |
|         | Деформація маделунга |
|         | Променево-локтевий синостоз |
|         | Деформація Шпренгеля |
|         | Трьохфаланговий великий палець руки |
| (Q74.1) | Природжені вади розвитку колінного суглоба |
|         | Природжена відсутність надколінка |
|         | Природжений вивих надколінка |
|         | Природжений genu valgum |
|         | Природжений genu varum |
|         | Рудиментарний надколінк |
|         | Виключаючи: вроджений вивих коліна (Q68.2); вроджений викручення коліна [genu recurvatum] (Q68.2); синдром нігтя-надколінника (Q87.2) |
| (Q74.2) | Інші вроджені вади розвитку нижньої(іх) кінцівки(ок), включаючи тазовий пояс |
|         | Природжене зрощення крижово-клубового зчленування |
|         | Природжені вади розвитку гомілково-стопного (зчленування) |
|         | Природжені вади розвитку крижово-клубового (зчленування) |
|         | Виключаючи: зсув стегна кпереди (шийки) (Q65.8) |
| (Q74.3) | Природжений множинний артрогрипоз |
| (Q74.8) | Інші уточнені вроджені вади розвитку кінцівки(ок) |
| (Q74.9) | Неуточнені вроджені вади розвитку кінцівки(ок) |
|         | Природжені вади розвитку кінцівки(ок) БДВ |
| (Q75)   | Інші вроджені вади розвитку кісток черепа та обличчя |
|         | Виключаючи: вроджені вади розвитку обличчя БДВ (Q18.-); синдроми вроджених вад, класифіковані в рубриці Q87.-; щелепно-лицьові аномалії [включаючи аномалії прикусу] (K07.-); скелетно-м'язові деформації голови та обличчя (Q67.0-Q67.4); дефекти черепа, пов'язані з вродженими аномаліями головного мозку, такими, як аненцефалія (Q00.0); дефекти черепа, пов'язані з вродженими аномаліями головного мозку, такими, як енцефалоцеле (Q01.-); дефекти черепа, пов'язані з вродженими аномаліями головного мозку, такими, як гідроцефалія (Q03.-); дефекти черепа, пов'язані з вродженими аномаліями головного мозку, такими, як мікроцефалія (Q02) |
| (Q75.0) | Краніосиностоз |
|         | Акроцефалія |
|         | Неповне зрощення кісток черепа |
|         | Оксицефалія |
|         | Тригоноцефалія |
| (Q75.1) | Черепно-лицьовий дизостоз |
|         | Хвороба Крузона |
| (Q75.2) | Гіпертелоризм |
| (Q75.3) | Макроцефалія |
| (Q75.4) | Щелепно-лицьовий дизостоз |
|         | Синдром Франческетті |
|         | Синдром Тричера Коллінза |
| (Q75.5) | Очно-щелепний дизостоз |
| (Q75.8) | Інші уточнені вроджені вади розвитку кісток черепа та обличчя |
|         | Відсутність кістки черепа вроджене |
|         | Природжена деформація лобової кістки |
|         | Платибазія |
| (Q75.9) | Природжена деформація кісток черепа та обличчя, неуточнена |
|         | Природжена аномалія кісток обличчя БДВ |
|         | Природжена аномалія черепа БДВ |
| (Q76)   | Природжені вади розвитку хребта та кісток грудної клітки |
|         | Виключаючи: вроджена деформація опорно-рухового [скелетно-м'язового] апарату хребта та грудної клітки (Q67.5-Q67.8) |
| (Q76.0) | Потайна розщілина хребта |
|         | Виключаючи: менінгоцеле (спинальне) (Q05.-); розщелину хребта (відкриту)(кістозний) (Q05.-) |
| (Q76.1) | Синдром Кліппеля-Фейля |
|         | Синдром зрощення шийного відділу хребетного стовпа |
| (Q76.2) | Природжений спондилолістез |
|         | Природжений спонділоліз |
|         | Виключаючи: спондилолістез (набутий) (M43.1); спонділоліз (набутий) (M43.0) |
| (Q76.3) | Природжений сколіоз, зумовлений вродженою вадою кісток |
|         | Гемівертебральне зрощення або недостатність сегментації зі сколіозом |
| (Q76.4) | Інші вроджені вади розвитку хребта, не пов'язані зі сколіозом |
|         | Природжена відсутність хребця |
|         | Природжене зрощення хребетного стовпа неуточнене або не пов'язане зі сколіозом |
|         | Природжений кіфоз неуточнений або не пов'язаний зі сколіозом |
|         | Природжений лордоз неуточнений або не пов'язаний зі сколіозом |
|         | Природжені вади розвитку попереково-крижового (зчленування)(області) неуточнені або не пов'язані зі сколіозом |
|         | Гемівертебра неуточнена або не пов'язана зі сколіозом |
|         | Вади розвитку хребетного стовпа неуточнені або не пов'язані зі сколіозом |
|         | Платиспонділез неуточнений або не пов'язаний зі сколіозом |
|         | Додатковий хребець неуточнений або не пов'язаний зі сколіозом |
| (Q76.5) | Шейное ребро |
|         | Додаткове ребро в області шиї |
| (Q76.6) | Інші вроджені вади розвитку ребер |
|         | Додаткове ребро |
|         | Природжена відсутність ребра |
|         | Природжене зрощення ребер |
|         | Природжені вади розвитку ребер БДВ |
|         | Виключаючи: синдром укороченого ребра (Q77.2) |
| (Q76.7) | Природжені вади грудини |
|         | Природжена відсутність грудини |
|         | Розщеплення грудини [sternum bifidum] |
| (Q76.8) | Інші вроджені вади розвитку кісток грудної клітки |
| (Q76.9) | Природжена вада розвитку кісток грудної клітки, неуточнена |
| (Q77)   | Остеохондродисплазія з дефектами росту трубчатих кісток та хребта |
|         | Виключаючи: мукополісахарідоз (E76.0-E76.3) |
| (Q77.0) | Ахондрогенезія |
|         | Гіпохондроплазія |
| (Q77.1) | Короткий танатоформний зріст [низький зріст, несумісний з життям] |
| (Q77.2) | Синдром укороченого ребра |
|         | Дисплазія грудної клітки, яка призводить до асфіксії [джун] |
| (Q77.3) | Хондродисплазія п'ятниста |
| (Q77.4) | Ахондроплазія |
|         | Гіпохондроплазія |
|         | Природжений остеосклероз |
| (Q77.5) | Діастрофічна дисплазія |
| (Q77.6) | Хондроектодерамальна дисплазія |
|         | Синдром Елліса — ван Кревельда |
| (Q77.7) | Спонділоепіфізарна дисплазія |
| (Q77.8) | Інша остеохондродисплазія з дефектами росту трубчастих кісток та хребта |
| (Q77.9) | Остеохондродисплазія з дефектами росту трубчастих кісток та хребта, неуточнена |
| (Q78)   | Інші остеохондродисплазії |
| (Q78.0) | Незавершений остеогенез |
|         | Природжена ламкість кісток |
|         | Остеопсатироз |
| (Q78.1) | Поліостозна фіброзна дисплазія |
|         | Синдром Олбрайта (-Макк'юна) (-Штернберга) |
| (Q78.2) | Остеопетроз |
|         | Синдром Альберса-Шенберга |
| (Q78.3) | Прогресуюча діафізарна дисплазія |
|         | Синдром Камураті-Енгельманна |
| (Q78.4) | Енхондроматоз |
|         | Синдром Маффуччі |
|         | Хвороба Олієр |
| (Q78.5) | Метафізарна дисплазія |
|         | Синдром Пайла |
| (Q78.6) | Множинні вроджені екзостози |
|         | Діафізарна аклазія |
| (Q78.8) | Інші уточнені остеохондродисплазії |
|         | Остеопойкілія |
| (Q78.9) | Остеохондродисплазія, неуточнена |
|         | Хондродистрофія БДВ |
|         | Остеодистрофія БДВ |
| (Q79)   | Природжені вади розвитку кістково-м'язової системи, не класифіковані в інших рубриках |
|         | Виключаючи: вроджену (грудино-соскоподібну) кривошию (Q68.0) |
| (Q79.0) | Природжена діафрагмальна грижа |
|         | Виключаючи: вроджену грижу стравохідного отвору діафрагми (Q40.1) |
| (Q79.1) | Інші вроджені вади розвитку діафрагми |
|         | Відсутність діафрагми |
|         | Природжена вада розвитку діафрагми БДВ |
|         | Евентрація діафрагми |
| (Q79.2) | Екзомфалоз |
|         | Омфалоцеле |
|         | Виключаючи: пупкову грижу (K42.-) |
| (Q79.3) | Гастрошизис |
| (Q79.4) | Синдром недостатності м'язів живота [синдром підрізаного живота] |
| (Q79.5) | Інші вроджені вади розвитку черевної стінки |
|         | Виключаючи: пупкову грижу (K42.-) |
| (Q79.6) | Синдром Елерса — Данлоса |
| (Q79.8) | Інші вроджені вади розвитку кістково-м'язової системи |
|         | Відсутність м'язу |
|         | Відсутність сухожилля |
|         | Додатковий м'яз |
|         | Природжена аміотрофія |
|         | Природжена задушливі спайки |
|         | Природжене вкорочення сухожилля |
|         | Синдром Поланд |
| (Q79.9) | Природжена вада розвитку кістково-м'язової системи, неуточнена |
|         | Природжена аномалія БДВ кістково-м'язової системи БДВ |
|         | Природжена деформація БДВ кістково-м'язової системи БДВ |

### (Q80-Q89) Інші вроджені вади розвитку
| (Q80)   | Природжений іхтіоз |
|         | Виключаючи: хворобу Рефсума (G60.1) |
| (Q80.0) | Звичайний іхтіоз |
| (Q80.1) | X-пов'язаний іхтіоз [іхтіоз, пов'язаний з X-хромосомою] |
| (Q80.2) | Лускатий іхтіоз |
|         | Колодієва дитина |
| (Q80.3) | Природжена бульозна іхтіошиформна еритродермія |
| (Q80.4) | Плід-арлекін |
| (Q80.8) | Інший вроджений іхтіоз |
| (Q80.9) | Природжений іхтіоз, неуточнений |
| (Q81)   | Бульозний епідермоліз |
| (Q81.0) | Бульозний епідермоліз, простий |
|         | Виключаючи: синдром Коккейна (Q87.1) |
| (Q81.1) | Бульозний епідермоліз, летальний |
|         | Синдром Херліца |
| (Q81.2) | Бульозний епідермоліз, дистрофічний |
| (Q81.8) | Інший бульозний епідермоліз |
| (Q81.9) | Бульозний епідермоліз, неуточнений |
| (Q82)   | Інші вроджені вади розвитку шкіри |
|         | Виключаючи: ентеропатичний акродерматит (E83.2); вроджена еритропоетична порфірія (E80.0); пілонідальна кіста або пазуха (L05.-); синдром Стерджена — Вебера (-Дімітри) (Q85.8)                                                 |
| (Q82.0) | Спадкова лімфедема [лімфатичний набряк] |
| (Q82.1) | Ксеродермія пігментна |
| (Q82.2) | Мастоцитоз |
|         | Пігментна кропив'янка |
|         | Виключаючи: злоякісний мастоцитоз (C96.2) |
| (Q82.3) | Нетримання пігменту [incontinentia pigmenti] |
| (Q82.4) | Ектодермальна дисплазія (зменшуюча потовиділення) |
|         | Виключаючи: синдром Елліса — ван Кревельда (Q77.6) |
| (Q82.5) | Природжені непухлинні невуси |
|         | Родима пляма БДВ |
|         | Невус вогнещевий |
|         | Невус кольору портвейну |
|         | Невус криваво-червоний [багряний] |
|         | Невус кавернозний |
|         | Невус судинний БДВ |
|         | Невус бородавчастий |
|         | Виключаючи: кавові плями [cafe au lait spots] (L81.3); лентіго (L81.4); невус БДВ (D22.-); павутинний невус (I78.1); меланоформний невус (D22.-); пігментний невус (D22.-); павукоподібний невус (I78.1); зоряний невус (I78.1) |
| (Q82.8) | Інші уточнені вроджені вади розвитку шкіри |
|         | Аномальні долонні складки |
|         | Додаткові шкірні мітки |
|         | Доброякісна сімейна пухирчатка [ хвороба Хейлі — Гейлі ] |
|         | Млява шкіра (гіпереластична) |
|         | Дерматогліфічні аномалії |
|         | Спадковий кератоз долонь та стоп |
|         | Кератоз фолікулярний [хвороба Дарієра-Вайта] |
|         | Виключаючи: синдром Елерса — Данлоса (Q79.6) |
| (Q82.9) | Природжена вада розвитку шкіри, неуточнена |
| (Q83)   | Природжені вади розвитку молочної залози |
|         | Виключаючи: відсутність грудного м'язу (Q79.8) |
| (Q83.0) | Природжена відсутність молочної залози з відсутнім соском |
| (Q83.1) | Додаткова молочна залоза |
|         | Множинні молочні залози |
| (Q83.2) | Відсутній сосок |
| (Q83.3) | Додатковий сосок |
|         | Множинні соски |
| (Q83.8) | Інші вроджені вади розвитку молочної залози |
|         | Гіпоплазія молочної залози |
| (Q83.9) | Природжена вада розвитку молочної залози, неуточнена |
| (Q84)   | Інші вроджені вади розвитку зовнішнього покриву |
| (Q84.0) | Природжена алопеція |
|         | Природжений атрихоз |
| (Q84.1) | Природжені морфологічні ушкодження волосся, не класифіковані в інших рубриках |
|         | Веретеноподібне волосся |
|         | Вузлувате волосся |
|         | Кільцеподібне волосся |
|         | Виключаючи: синдром Менкеса [хворобу кучерявого волосся] (E83.0) |
| (Q84.2) | Інші вроджені вади розвитку волосся |
|         | Природжений гіпертрихоз |
|         | Природжені вади розвитку волосся БДВ |
|         | Збережене пушкове волосся |
| (Q84.3) | Аноніхія |
|         | Виключаючи: синдром нігтів-надколінника (Q87.2) |
| (Q84.4) | Природжена лейконіхія |
| (Q84.5) | Збільшені та гіпертрофічні нігті |
|         | Природжене випадання нігтів |
|         | Пахіоніхія |
| (Q84.6) | Інші вроджені вади розвитку нігтів |
|         | Природжена булавоподібні нігті |
|         | Природжена койлоніхія |
|         | Природжені вади розвитку нігтів БДВ |
| (Q84.8) | Інші уточнені вроджені вади розвитку зовнішнього покриву |
|         | Природжена аплазія шкіри |
| (Q84.9) | Природжена вада розвитку зовнішнього покриву, неуточнена |
|         | Природжена аномалія БДВ зовнішніх покривів БДВ |
|         | Природжена деформація БДВ зовнішніх покривів БДВ |
| (Q85)   | Факоматози, не класифіковані в інших рубриках |
|         | Виключаючи: телангіектатичну атаксію [синдром Луї — Бар] (G11.3); сімейну дизавтономію [Райлі-Дея] (G90.1) |
| (Q85.0) | Нейрофіброматоз (незлоякісний) |
|         | Хвороба Реклінгхаузена |
| (Q85.1) | Туберозний склероз |
|         | Хвороба Бурневіля |
|         | Епілоя |
| (Q85.8) | Інші факоматози, не класифіковані в інших рубриках |
|         | Синдром Пейтца — Егерса |
|         | Синдром Стерджена — Вебера (-Дімітри) |
|         | Синдром Гіппеля — Ліндау |
|         | Виключаючи: синдром Меккеля-Грубера (Q61.9) |
| (Q85.9) | Факоматоз, неуточнений |
|         | Гамартоз БДВ |
| (Q86)   | Синдроми вродженої вади розвитку, обумовлені відомими екзогенними факторами, не класифіковані в інших рубриках |
|         | Виключаючи: гіпотиреоз, пов'язаний з недостатністю йоду (E00-E02); нетератогенні ефекти впливу речовин, які надходять через плаценту або грудне молоко (P04.-)                                                                  |
| (Q86.0) | Алкогольний синдром плоду (дисморфічний) |
| (Q86.1) | Гідантоєновий синдром плода |
|         | Синдром Медоу |
| (Q86.2) | Дистрофізм, спричинена варфарином |
| (Q86.8) | Синдроми інших вроджених вад розвитку, зумовлені впливом відомих екзогенних факторів |
| (Q87)   | Інші уточнені синдроми вродженої вади розвитку, що мають багатосистемні ураження |
| (Q87.0) | Синдроми вроджених вад розвитку, що впливають переважно на вигляд обличчя |
|         | Акроцефалополісиндактилія |
|         | Акроцефалосиндактилія [Аперта] |
|         | Синдром криптофтальмозу |
|         | Циклопія |
|         | Синдром Гольденхара |
|         | Синдром Мебіуса |
|         | Синдром оро-лицево-цифровий |
|         | Синдром Робіна |
|         | Обличчя посвистуючої людини |
| (Q87.1) | Синдроми вроджених вад розвитку, що переважно пов'язані з низьким ростом |
|         | Синдром Аарскога |
|         | Синдром Коккейна |
|         | Синдром Корнелії Де Ленга |
|         | Синдром Дубовиця |
|         | Синдром Нунан |
|         | Синдром Прадера — Віллі |
|         | Синдром Робінова — Сільвермена — Сміта |
|         | Синдром Рассела — Сільвера |
|         | Синдром Секела |
|         | Синдром Сміта — Лемлі — Опиця |
|         | Виключаючи: синдром Елліса — ван Кревельда (Q77.6) |
| (Q87.2) | Синдроми вроджених вад розвитку з переважним впливом на кінцівки |
|         | Синдром Холта — Орама |
|         | Синдром Кліппеля — Треноне — Вебера |
|         | Синдром нігтів-надколінника (відсутності або недорозвинення) |
|         | Синдром Рубінштейна — Тейбі |
|         | Синдром сиреномелії [зрощення нижніх кінцівок] |
|         | Синдром тромбоцитопенії з відсутністю променевої кістки [ТВПК] |
|         | Асоціація ПАКТЕПЛ |
| (Q87.3) | Синдроми вроджених вад розвитку, що проявляються надмірним зростанням [гігантизмом] на ранніх етапах розвитку |
|         | Синдром Беквіта-Відемана |
|         | Синдром Сотоса |
|         | Синдром Вівера |
| (Q87.4) | Синдром Марфана |
| (Q87.5) | Інші синдроми вроджених вад розвитку з іншими змінами скелету |
| (Q87.8) | Інші уточнені синдроми вроджених вад розвитку, не класифіковані в інших рубриках |
|         | Синдром Альпорта |
|         | Синдром Лоренса — Муна — Бідля |
|         | Синдром Зелвегера |
| (Q89)   | Інші вроджені вади розвитку, не класифіковані в інших рубриках |
| (Q89.0) | Природжені вади розвитку селезінки |
|         | Аспленія (врождена) |
|         | Природжена спленомегалія |
|         | Виключаючи: ізомеризм вушок передсерця (з аспленією або поліспленією) (Q20.6) |
| (Q89.1) | Природжені вади розвитку надниркової залози |
|         | Виключаючи: вроджену гіперплазію наднирників (E25.0) |
| (Q89.2) | Природжені вади розвитку інших ендокринних залоз |
|         | Природжена вада розвитку паращитоподібної або щитоподібної залози |
|         | Збережена щитоподібно-язичкова протока |
|         | Щитоподібно-язичкова кіста |
| (Q89.3) | Situs inversus |
|         | Декстрокардія з локалізаціонно інверсією |
|         | Дзеркально відбите розташування передсердь з локалізаціонною інверсією |
|         | Дзеркальне або поперечне розташування органів черевної порожнини |
|         | Дзеркальне або поперечне розташування органів грудної порожнини |
|         | Транспозиція внутрішніх органів черевної порожнини |
|         | Транспозиція внутрішніх органів грудної порожнини |
|         | Виключаючи: декстрокардію БДВ (Q24.0); (Q24.1)(Q87.-) |
| (Q89.4) | Двійнята, що зрослися |
|         | Краніопагус |
|         | Дицефалус |
|         | Подвійний монстр |
|         | Пігопагус |
|         | Торакопагус |
| (Q89.7) | Численні вроджені вади розвитку, не класифіковані в інших рубриках |
|         | Монстр БДВ |
|         | Множинні вроджені аномалії БДВ |
|         | Множинні вроджені деформації БДВ |
|         | Виключаючи: синдроми вродженої вади розвитку, що мають багатосистемні ураження (Q87.-) |
| (Q89.8) | Інші уточнені вроджені вади розвитку |
| (Q89.9) | Природжені вади розвитку, неуточнені |
|         | Природжені аномалії БДВ |
|         | Природжені деформації БДВ |

### (Q90-Q99) Хромосомні аномалії, не класифіковані в інших рубриках
| (Q90)   | Синдром Дауна                                                                         |
| (Q90.0) | Трисомія 21, мейотичне нероз'єднання                                                  |
| (Q90.1) | Трихомія 21, мозаіцизм (мітотичне нероз'єднання)                                      |
| (Q90.2) | Трисомія 21, транслокація                                                             |
| (Q90.9) | Синдром Дауна, неуточнений                                                            |
|         | Трисомія 21 БДВ                                                                       |
| (Q91)   | Синдром Едвардса та синдром Патау                                                     |
| (Q91.0) | Трисомія 18, мейотичне нероз'єднання                                                  |
| (Q91.1) | Трихомія 18, мозаіцизм (мітотичне нероз'єднання)                                      |
| (Q91.2) | Трисомія 18, транслокація                                                             |
| (Q91.3) | Синдром Едвардса, неуточнений                                                         |
| (Q91.4) | Трисомія 13, мейотичне нероз'єднання                                                  |
| (Q91.5) | Трихомія 13, мозаіцизм (мітотичне нероз'єднання)                                      |
| (Q91.6) | Трисомія 13, транслокація                                                             |
| (Q91.7) | Синдром Патау, неуточнений                                                            |
| (Q92)   | Інші трисомії та часткові аутосом, не класифіковані в інших рубриках                  |
|         | Включаючи: незбалансовані транслокації та інсерції                                    |
|         | Виключаючи: трисомії хромосом 13, 18, 21 (Q90-Q91)                                    |
| (Q92.0) | Повна трисомія хромосом, мейотичне нероз'єднання                                      |
| (Q92.1) | Повна трисомія хромосом, мозаіцизм (мітотичне нероз'їднання)                          |
| (Q92.2) | Велика часткова трисомія                                                              |
|         | Дублікація цілого плеча або невеликого відрізка хромосоми                             |
| (Q92.3) | Мала часткова трисомія                                                                |
|         | Дублікація відрізка хромосоми, меншого, ніж плече                                     |
| (Q92.4) | Дублікація, видимі тільки в прометафазі                                               |
| (Q92.5) | Дублікації з іншим складним розположенням                                             |
| (Q92.6) | Екстра маркер хромосом                                                                |
| (Q92.7) | Триплодія та поліплоїдія                                                              |
| (Q92.8) | Інші уточнені трисомії та часткові трисомії аутосом                                   |
| (Q92.9) | Трисомія та часткова трисомія аутосом, неуточнена                                     |
| (Q93)   | Моносомії та делеції з аутосом, не класифіковані в інших рубриках                     |
| (Q93.0) | Повна хромосомна моносомія, мейотичне нероз'єднання                                   |
| (Q93.1) | Повна хромосомна моносомія, мозаіцізм (мітотичне нероз'єднання)                       |
| (Q93.2) | Хромосомне зміщення з заокругленням або зміщенням центру                              |
| (Q93.3) | Делеція короткого плеча хромосоми 4                                                   |
|         | Вольфа — Хиршхорна                                                                    |
| (Q93.4) | Делеція короткого плеча хромосоми 5                                                   |
|         | Синдром котячого крику                                                                |
| (Q93.5) | Інші делеції частини хромосоми                                                        |
|         | Синдром Ангельмана                                                                    |
| (Q93.6) | Делеції, видимі тільки в прометафазі                                                  |
| (Q93.7) | Делеції з іншими складними перебудовами                                               |
| (Q93.8) | Інші аутосомні делеції                                                                |
| (Q93.9) | Аутосомна делеція, неуточнена                                                         |
| (Q95)   | Збалансовані перебудови та структурні маркери, не класифіковані в інших рубриках      |
|         | Включаючи: робертсонівські і збалансовані взаємні транслокації та інсерції            |
| (Q95.0) | Збалансована транслокація та інсерція у нормального індивіда                          |
| (Q95.1) | Хромосомна інверсія у нормального індивіда                                            |
| (Q95.2) | Збалансована аутосомна перебудова у анормального індивіда                             |
| (Q95.3) | Збалансована статево/аутосомна перебудова у анормального індивіда                     |
| (Q95.4) | Індивіди з маркером гетерохроматину                                                   |
| (Q95.5) | Індивіди з нестійким аутосомним розміщенням                                           |
| (Q95.8) | Інші збалансовані перебудови та структурні маркери                                    |
| (Q95.9) | Збалансована перебудова та структурний маркер, неуточнені                             |
| (Q96)   | Синдром Тернера                                                                       |
|         | Виключаючи: синдром Нунан (Q87.1)                                                     |
| (Q96.0) | Каріотип 45,X                                                                         |
| (Q96.1) | Каріотип 46,X ізо (Xq)                                                                |
| (Q96.2) | Каріотип 46,X з анормальною статевою хромосомою, за виключенням ізо (Xq)              |
| (Q96.3) | Мозаіцизм, 45,X/46,XX або XY                                                          |
| (Q96.4) | Мозаіцизм, 45,X/інша клітинна лінія(ї) з анормальною статевою хромосомою              |
| (Q96.8) | Інші варіанти синдрома Тернера                                                        |
| (Q96.9) | Синдром Тернера, неуточнений                                                          |
| (Q97)   | Інші аномалії статевих хромосом, жіночий фенотип, не класифіковані в інших рубриках   |
|         | Виключаючи: синдром Тернера (Q96.-)                                                   |
| (Q97.0) | Каріотип 47,XXX                                                                       |
| (Q97.1) | Жінка, у якої більше трьох X хромосом                                                 |
| (Q97.2) | Мозаіцизм, пов'язаний з різним числом Х хромосом                                      |
| (Q97.3) | Жінка з 46,XY каріотипом                                                              |
| (Q97.8) | Інші уточнені аномалії статевих хромосом, жіночий фенотип                             |
| (Q97.9) | Аномалія статевої хромосоми, жіночого фенотипу, неуточнена                            |
| (Q98)   | Інші аномалії статевих хромосом, чоловічий фенотип, не класифіковані в інших рубриках |
| (Q98.0) | Синдром Клайнфельтера з 47,XXY каріотипом                                             |
| (Q98.1) | Синдром Клайнфельтера, особа чоловічої статі, у якої більше двох X хромосом           |
| (Q98.2) | Синдром Клайнфельтера, особа чоловічої статі з 46,XX каріотипом                       |
| (Q98.3) | Інші особи чоловічої статі з 46,XX каріотипом — Синдром XX у чоловіків                |
| (Q98.4) | Синдром Клайнфельтера, неуточнений                                                    |
| (Q98.5) | Каріотип 47,XYY                                                                       |
| (Q98.6) | Особа чоловічої статі із структурними аномаліями статевої хромосоми                   |
| (Q98.7) | Особа чоловічої статі з мозаїчними статевими хромосомами                              |
| (Q98.8) | Інші уточнені аномалії статевих хромосом, чоловічий фенотип                           |
| (Q98.9) | Аномалія статевої хромосоми, чоловічого фенотипу, неуточнена                          |
| (Q99)   | Інші хромосомні аномалії, не класифіковані в інших рубриках                           |
| (Q99.0) | Химера [мозаїк] 46,XX/46,XY                                                           |
|         | Химера 46,XX/46,XY дійсний гермафродит                                                |
| (Q99.1) | 46,XX дійсний гермафродит                                                             |
|         | 46,XX зі штрихованими гонадами                                                        |
|         | 46,XY зі штрихованими гонадами                                                        |
|         | Чистий гонадний дисгенез                                                              |
| (Q99.2) | Нестійка X хромосома                                                                  |
|         | Синдром ламкої X хромосоми                                                            |
| (Q99.8) | Інші уточнені хромосомні аномалії                                                     |
| (Q99.9) | Хромосомні аномалії, неуточнені                                                       |

## Виноски
1. ↑  International Statistical Classification of Diseases and Related Health Problems 10th Revision. Version:2015 (англ.). World Health Organization. Процитовано 15 листопада 2015. (англ.)
2. ↑  Клініко-статистична класифікація хвороб, розроблена на базі МКХ-10 (проект) (укр.). Міністерство охорони здоров'я України. Процитовано 15 листопада 2015. (укр.)